# 阿蕊登·奧利薇
阿蕊登·奧利薇夫人（英語：Ariadne Oliver）是阿嘉莎·克莉絲蒂筆下的虛構人物，偵探小說家，赫丘勒·白羅的老友。
此角色的不少特徵都跟現實中的克莉絲蒂非常近似，常被認為是克莉絲蒂自嘲式的化身。

## 角色
奧利薇夫人年近中年，不抽菸、不喝酒，是一位成功的偵探小說作家，在其小說中塑造了吃素的芬蘭偵探史文·赫森。她還是個激進的女權主義者，曾慨歎：「蘇格蘭警場要是由女人做主就大不一樣了！」:42。
在好幾起案件中，奧利薇夫人都盡力協助白羅，試圖用「女性的直覺」來找出命案真兇，但白羅常覺得她的想法與事實相去甚遠：「她的想法是她用脑子想出来的，至于事实就不好说了」，不過白羅也曾這樣評價奧利薇夫人：「尽管她头脑糊涂……她却时时能突然悟到事情的真谛。」。

## 登場作品
- 《帕克潘調查簿（英语：Parker Pyne Investigates）》（1934年）
- 《底牌（英语：Cards on the Table）》（1936年）
- 《麥金堤太太之死》（1952年）
- 《弄假成真》（1956年）
- 《白馬酒館》（1961年）
- 《第三個單身女郎》（1966年）
- 《萬聖節派對（英语：Hallowe'en Party）》（1969年）
- 《問大象去吧！（英语：Elephants Can Remember）》（1972年）

## 評價
中國作家王安憶認為奧利薇夫人是「白羅社会关系排行榜上的第二名」（第一名是亞瑟·海斯汀）。
日本推理小說研究者霜月蒼認為，在《麥金堤太太之死》中奧利薇夫人的中途登場「破壞了該作的氣氛」。不過在《弄假成真》一案中，奧利薇夫人得以發揮其魅力，容易令人聯想到佩勒姆·格倫維爾·伍德豪斯和唐諾·E·威斯雷克筆下的角色。

## 演員
- 1986年電影《弄假成真》，由珍·史塔波頓飾演[6]。
- 1989至2013年ITV電視劇《大偵探白羅》，由柔伊·瓦娜梅克（英语：Zoë Wanamaker）飾演[6]。
- 2023年電影《威尼斯魅影謀殺案(A Haunting in Venice)》由蒂娜·費飾演。